# Conjunto absolutamente convexo
Um subconjunto {\displaystyle S} de um espaço vectorial {\displaystyle X} diz-se absolutamente convexo se for convexo e equilibrado.

## Invólucro absolutamente convexo
O invólucro absolutamente convexo de {\displaystyle S\,\!} é o menor subconjunto de {\displaystyle X\,\!} absolutamente convexo que contém {\displaystyle S\,\!} e representa-se por vezes por {\displaystyle \Gamma (S)\,\!}. Este conjunto é dado por
{\displaystyle \Gamma (S)=\left\{\sum \limits _{i=1}^{n}\lambda _{i}x_{i}:x_{i}\in S,\sum \limits _{i=1}^{n}|\lambda _{i}|\leq 1,n\in \mathbb {N} \right\}.}
e coincide com o invólucro convexo do invólucro equilibrado de {\displaystyle S\,\!}.